# ロタール山地

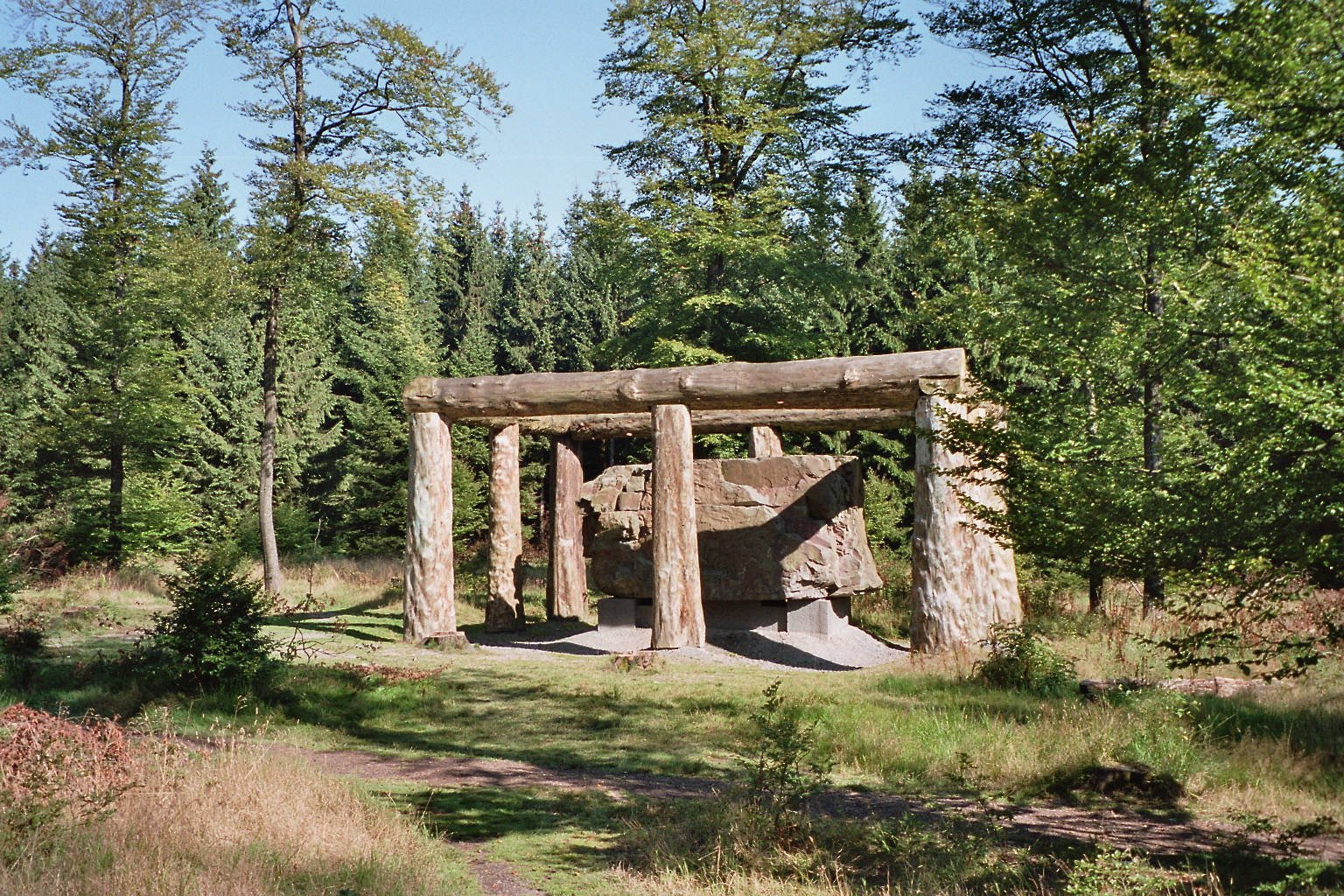
ヴァルトスクルプチューレンヴェグ（「森の彫刻の小径」）沿いに置かれた「石－時－人」と題された作品

ロタール山地 （ロタールさんち、Rothaargebirge）は、ドイツのノルトライン＝ヴェストファーレン州とヘッセン州とにまたがる、最高地点843.1mの中低山地。

## 地理

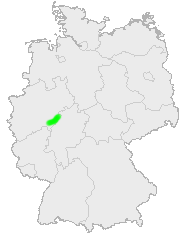
ロタール山地の位置

### 位置
樹木が豊富で降水量の多いロタール山地は、北はザウアーラント、北東はウプラント、南東はヴィトゲンシュタイナー・ラント、南西はジーガーラントと、ほぼヴェストファーレン地方に属し、南西の山麓部だけがヘッセンに属する。この山地はエーダー川上流とレネ川とに挟まれた位置にある。すなわちヴィンターベルガー・ホーホフレーヘの南西、アーレン・アシュテン山（841m）から南西に約30km続いており、西端は急激に、東端は徐々に高度を下げる。
ロタール山地は高度600m前後の幅の狭い土手状の山地であり、より大きな視野で見ると、ライン川右岸のライン・シーファー山地の北部の一隅を占めている。ほぼ同じような高さの土地が続いているため、843.1mの最高地点（ランゲンベルク山）が特別際だって見えることはない。
ロタール山地は、そのほぼ全域が、ロタール山地自然公園となっている。

### 水

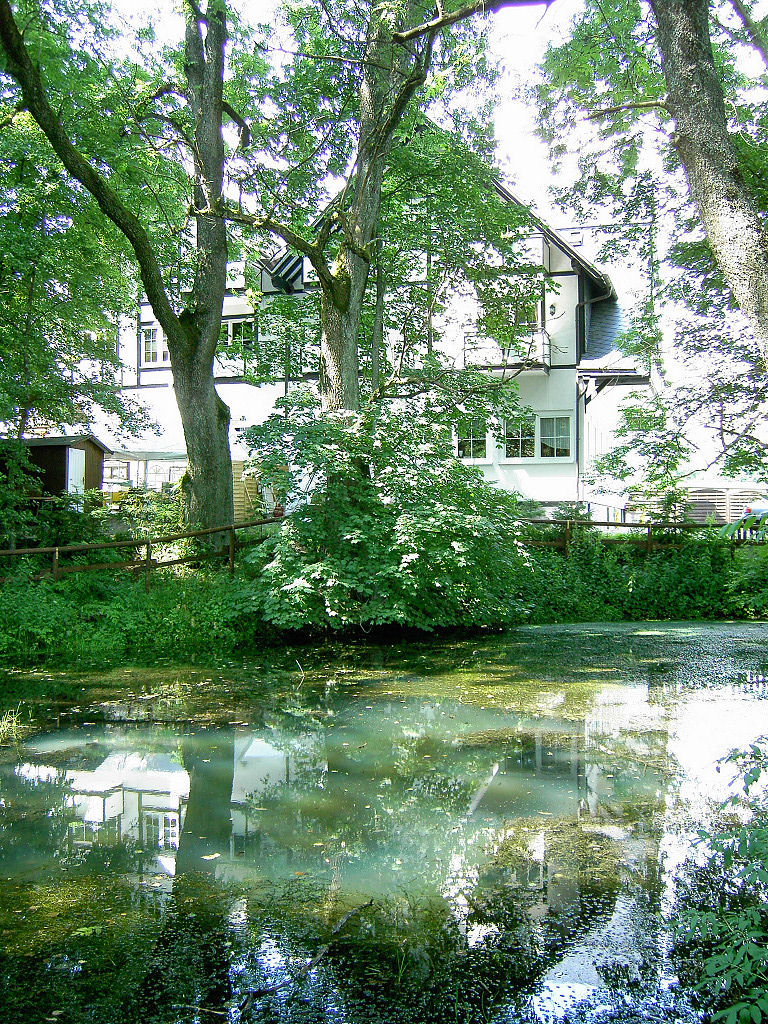
ラーン川の水源

ロタール山地の北部には、ディーメル川、レネ川、ネガー川、ヌーネ川、オーデボルン川、オーケ川、ルール川、ヴェンネ川、ヴィルデ・アー川の水源があり、南部にはディル川、ラーン川、ジーク川、エーダー川の水源がある。この山地の上部は、ライン＝ヴェーザー分水界となっている。ロタール山地あるいは同名の自然公園の最も南西部には、オーバーナウ・ダムやブライテンバッハ・ダムといったダムが築かれている。

### ピーク
主なピークは以下の通り。

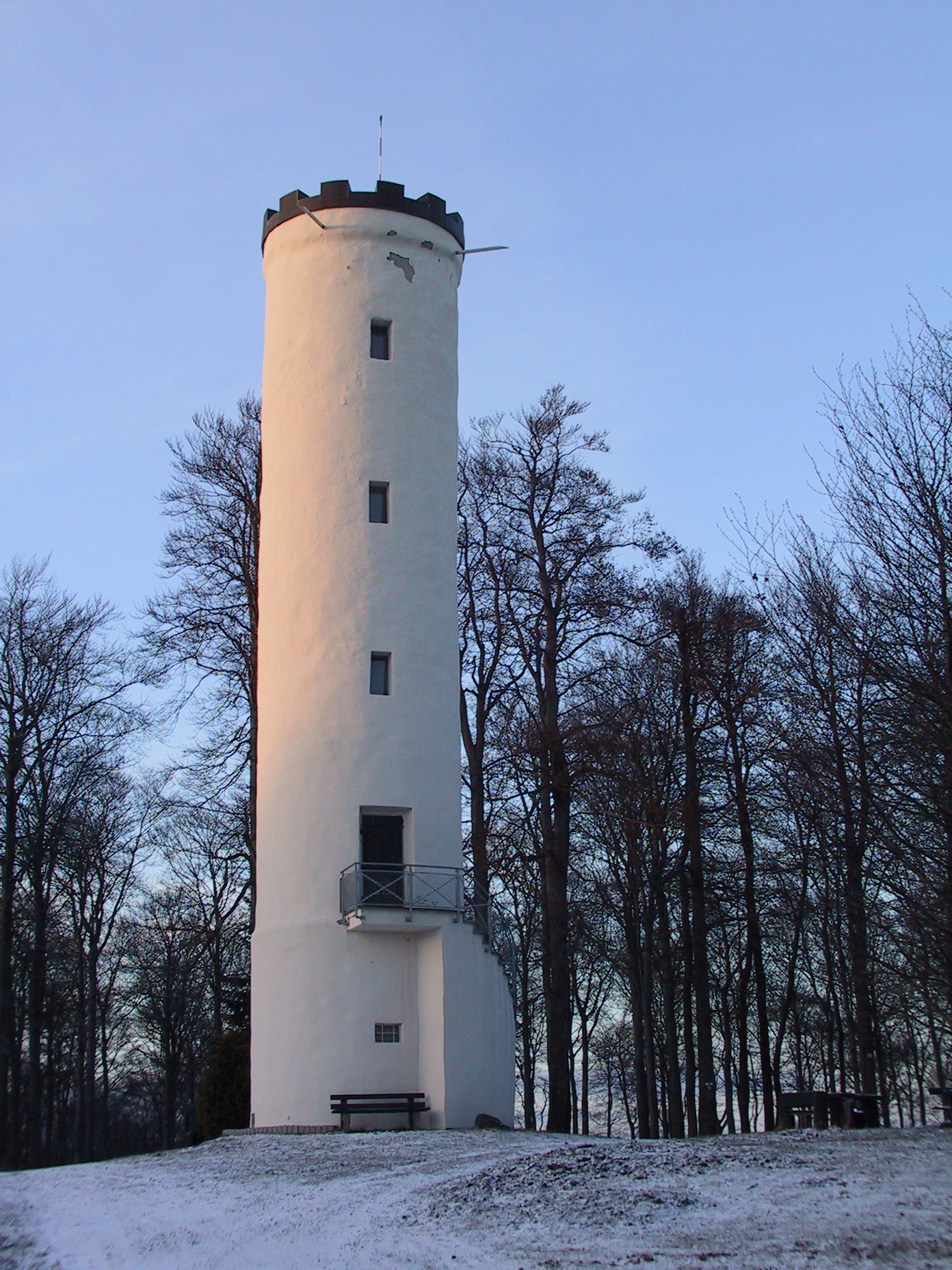
ザクプファイフェ山のカイザー・ヴィルヘルムの塔

| - ランゲンベルク（Langenberg, 843.1 m） - ヘーゲコプフ（Hegekopf, 842.9 m） - カーラー・アシュテン（Kahler Asten, 841 m） - クレメンスベルク（Clemensberg, 838 m） - ホッパーコプフ（Hopperkopf, 831 m） - フーナウ（Hunau, 818 m） - ツィーゲンヘレ（Ziegenhelle, 816 m） - ヴァラースヘーヘ（Wallershöhe, 812 m） - ブレムベルク（Bremberg, 809 m） - ヒレコプフ（Hillekopf, 801 m） - レーツベルク（Reetsberg, 792 m） - シュロスベルク（Schloßberg, 790 m） - ザンゲ（Sange, 788 m） - シュテムロトギプフェル（Stemrodtgipfel, 786 m） - クルテンベルク（クロイターベルク）（Krutenberg (Kreuterberg), 785 m） - ノルトヘレ（Nordhelle, 775 m） - カーレ・ペーン（Kahle Pön, 774 m） - アルブレヒツベルク（Albrechtsberg, 768 m） - リムベルク（Rimberg, 763 m） - ヘルトラー（Härdler, 756 m） - ホーヘ・ザイテ（Hohe Seite, 752 m） - アルテ・グリメ（Alte Grimme, 751 m） | - ポッペンベルク（Poppenberg, 746 m） - ホーヘ・ヘッセル（Hohe Hessel, 743 m） - ブローサー・コプフ（Großer Kopf, 740 m） - アウフム・クノール（Auf'm Knoll, 738 m） - ヘルロー（Herrloh, 733 m） - ツヴィストベルク（Zwistberg, 728 m） - ザウコプフ（Saukopf, 715 m） - カーレンベルク（Kahlenberg, 712 m） - カーレベルク（Kahleberg, 711 m） - オルスベルク（Olsberg, 703 m） - ルールコプフ（Ruhrkopf, 696 m） - エプシュロー（Ebschloh, 691 m） - リーメン（Riemen, 678 m） - ヤクトベルク（Jagdberg, 674 m） - ザクプファイフェ（Sackpfeife, 674 m） - ミルフェン（Milfen, 670 m） - ミルゼンベルク（Milsenberg, 670 m） - クライネ・バミッケ（Kleine Bamicke, 660 m） - エーデルコプフ（Ederkopf, 655 m） - ホーハー・ヴァルト（Hoher Wald, 655 m） - シュタイン（Stein, 644 m） - ホムベルク（Homberg, 630 m） - ヘルツェンベルク（Hölzenberg, 626 m） - キンデルスベルク（Kindelsberg, 617.9 m） |

### 町

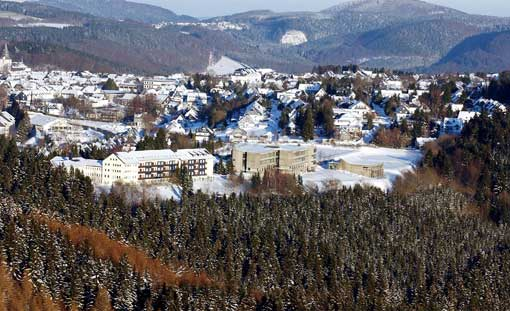
ヴィンターベルクの町

ロタール山地あるいは同名の自然公園、およびその麓には以下の町がある。
| - バート・バーレブルク (Bad Berleburg) - バート・ラースフェ (Bad Laasphe) - ビーデンコプフ (Biedenkopf) - エルンテブリュック (Erndtebrück) - ハレンベルク (Hallenberg) - ハッツフェルト (Hatzfeld) - ヒルヒェンバッハ (Hilchenbach) | - キルヒフンデム (Kirchhundem) - クロイツタール (Kreuztal) - レネシュタット (Lennestadt) - メーデバッハ (Medebach) - シュマレンベルク (Schmallenberg) - ヴィンターベルク (Winterberg) |

## レジャー
ロタール山地には数多くのハイキングコースがある。中でも、154kmにおよぶトレッキングコースのロタールシュタイク (Rothaarsteig) や、様々な作家による芸術作品や彫刻が沿道に置かれたヴァルトスクルプチューレンヴェグ（Waldskulpturenweg, 直訳すると「森の彫刻の小径」）が注目に値する。

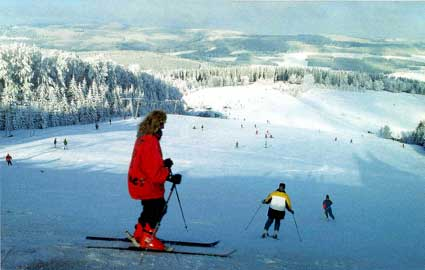
スキーリフトカルーセル・ヴィンターベルク

冬には山での様々なウィンタースポーツが楽しめる。ポストヴィーゼン・スキー場（Postwiesen-Skigebiet、ノイアシュテンベルク）、スキーリフトカルーセル・ヴィンターベルク(Skiliftkarussell Winterberg)やスノー・ワールド・チューシェン(Snow World Züschen)では、それぞれ目的にあったレジャーが楽しめる。
ロタール山地の山や麓でくつろぐには、パノラマパーク・ザウアーラント(Panorama-Park Sauerland)やフォーロ・ファン・アーベントオイアーラント(Fort Fun Abenteuerland)といった施設がある。